# Karl Heinz Birkner
Karl Heinz Birkner (* 3. Oktober 1919 in Leipzig; † 13. Oktober 1995 ebenda) war ein Leipziger Illustrator und Buchgestalter.

## Leben und Werk
Birkner absolvierte ab 1935 eine Lehre als Tiefdruckretuscheur im Graphischen Betrieb Brandstetter und arbeitete dann in seinem Beruf. Ab 1943 besuchte er die Meisterschule für das grafische Gewerbe zu Leipzig, später studierte er bis 1950 an der Akademie für Grafik und Buchkunst (heutige Hochschule für Grafik und Buchkunst). Von 1950 bis 1952 war er Illustrator bei der Leipziger Volkszeitung, danach freischaffender Buchillustrator und Buchgestalter, u. a. für utopische, populärwissenschaftliche und sportmethodische Literatur.

## Birkner-Preis
Die Birkner-Stiftung ging aus dem Nachlass des 1995 verstorbenen Künstlers hervor. Vorrangiger Stiftungszweck ist die Förderung von Kultur und Kunst. Der Birkner-Preis wird jährlich für herausragende Leistungen an Studierende der Hochschule für Grafik und Buchkunst Leipzig, vorzugsweise der Fachgebiete Illustration und Buchgestaltung, verliehen.
Der Nachlass ist im Deutschen Buch- und Schriftmuseum in Leipzig zugänglich.
Zu den Preisträgern seit 1997 gehören u. a. Christoph Ruckhäberle und Franziska Junge.

## Werke (Auswahl)

### Buchillustrationen
- Mark Twain: Tom Sawyers Abenteuer. Verlag Neues Leben, Berlin, 1954

- Heinz Vieweg: Ultrasymet bleibt geheim. Zukunftsroman. Verlag Neues Leben, Berlin, 1955
- H.L. Fahlberg: Erde ohne Nacht. Verlag Das Neue Berlin, Berlin, 1956
- H.L. Fahlberg: Betatom, Verlag Das Neue Berlin, Berlin, 1957

- Wilhelm Strube: Knallsilber. Leben und Werk Justus von Liebigs.
- Dietrich Harre (Redakteur): Trainingslehre. Einführung in die allgemeine Trainingsmethodik.
- Karl Rezac: Abenteuer mit Archimedes.
- Rudolf Daber: Geologie, erlebt und erforscht. Urania-Verlag Berlin, 1965
- Wolfgang Koch u. a.: Fußball-Trainingsprogramm für die E-Jugend. 1990.

### Politische Karikaturen
- 1957. 1,1 Milliarden Dividenden. "Draußen sind 2 Herren vom DGB wegen der sechs Pfennig Lohnerhöhung!", "Abgelehnt, so kleine Münzen haben wir nicht!" (1958, Zeichnung; Vierte Deutsche Kunstausstellung)[2]
- Der FORD-Schritt ist nicht aufzuhalten (1958, Zeichnung; Vierte Deutsche Kunstausstellung)[3]
- ... zum Campingplatz? – nee, schon belegt! (1958, Zeichnung; Vierte Deutsche Kunstausstellung)[4]

## Ausstellungen (mutmaßlich unvollständig)
- 1953 Berlin, Pergamon-Museum („Junge Grafik“)
- 1953 bis 1979: Leipzig, fünf Bezirkskunstausstellungen
- 1958/1959: Dresden, Vierte Deutsche Kunstausstellung
- 1979: Berlin, Ausstellungszentrum am Fernsehturm („Buchillustrationen in der DDR. 1949 – 1979“)